# Буревісницька сільська адміністрація
Буреві́сницька сільська адміністрація (каз. Буревестник ауылдық әкімдігі, рос. Буревестникская сельская администрация) — адміністративна одиниця у складі Наурзумського району Костанайської області Казахстану. Адміністративний центр та єдиний населений пункт — село Буревісник.
Населення — 876 осіб (2021; 1740 у 2009, 2329 у 1999, 4374 у 1989).
Станом на 1989 рік існували Акбулацька сільська рада (село Акбулак) та Буревісницька сільська рада (селище Буревісник), з 1993 року — Акбулацька сільська адміністрація та Буревісницька сільська адміністрація. Станом на 2009 рік сільські адміністрації об'єднані в Буревісницьку сільський округ. Село Акбулак було ліквідоване 2017 року, Буревісницький сільський округ перетворено в сільську адміністрацію.

## Склад
До складу адміністрації входять такі населені пункти:
| Населений пункт  | Старі назви | Населення, осіб (1989) | Населення, осіб (1999) | Населення, осіб (2009) | Населення, осіб (2021) |
| ---------------- | ----------- | ---------------------- | ---------------------- | ---------------------- | ---------------------- |
| Акбулак, село    | -           | 861                    | 341                    | 167                    | -                      |
| Буревісник, село | -           | 3513                   | 1988                   | 1573                   | 876                    |